# Clinotanypus atratus
Clinotanypus atratus är en tvåvingeart som först beskrevs av Jean-Jacques Kieffer 1910.  Clinotanypus atratus ingår i släktet Clinotanypus och familjen fjädermyggor.
Artens utbredningsområde är Bangladesh. Inga underarter finns listade i Catalogue of Life.